# Briefmaler

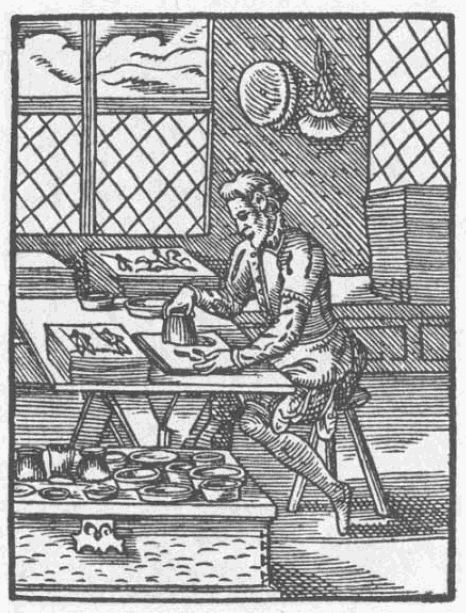
Briefmaler im Ständebuch Jost Ammans.

Briefmaler (auch: Briefdrucker, Heiligenmaler oder Kartenmaler) entwarfen und kolorierten Schriftstücke, Urkunden, Kalender, Wappen, Glückwunschbriefe, aber auch Heiligenbildchen und Spielkarten. Angeregt durch die Holzschnitt-Technik arbeiteten die Briefmaler auch mit Holzstempeln, mit denen sie ihre Vorlagen bedruckten.
Sie waren oft ihre eigenen Formschneider und ebenfalls an der Herstellung von Blockbüchern beteiligt.
Der Briefdrucker verwendete Modeln oder gewachste Papierschablonen zur Vervielfältigung.
Der Beruf ist mittlerweile seit dem 18. Jahrhundert in Deutschland ausgestorben. Er entstand im 15. Jahrhundert, als die Nachfrage der Bevölkerung nach profanen Bildern und Schriften stieg.